# Mogorella
Mogorella település Olaszországban, Szardínia régióban, Oristano megyében. Lakosainak száma 408 fő (2023. január 1.). Mogorella Usellus, Villa Sant'Antonio, Villaurbana, Ruinas és Albagiara községekkel határos.

## Népesség
A település lakossága az elmúlt években az alábbi módon változott:
| Lakosok száma | 443  | 449  | 408  |
|               | 2017 | 2018 | 2023 |